# バレーボールアルバニア男子代表
バレーボールアルバニア男子代表は、バレーボールの国際大会で編成されるアルバニアの男子バレーボールナショナルチームである。

## 歴史
1949年に国際バレーボール連盟へ加盟。1950年代から1960年代にかけて、初出場の1962年世界選手権と、欧州選手権（1955年、1958年、1967年）に3回出場を果たしたが、その後は40年以上、主な国際大会から遠ざかっている。2000年代に入り参戦した2009年欧州選手権予選、2010年世界選手権予選も1次ラウンドで敗退した。

## 過去の成績

### オリンピックの成績
- 出場なし

### 世界選手権の成績
- 1962年 - 16位
- 2006年 - 欧州予選敗退
- 2010年 - 欧州予選敗退

### 欧州選手権の成績
- 1955年 - 10位
- 1958年 - 11位
- 1967年 - 13位
- 2009年 - 予選敗退